# Alla Jaroschynska
Alla Jaroschynska (ukrainisch Алла Ярошинська, wiss. Transliteration Alla Jarošyns’ka, russisch Алла Александровна Ярошинская – Alla Alexandrowna Jaroschinskaja;) (* 14. Februar 1953 in Schytomyr) ist eine ukrainische Journalistin.

## Leben
Alla Jaroschynska studierte Publizistik an der Universität in Kiew, danach arbeitete sie bei einer lokalen Zeitung. Nach der Reaktorkatastrophe von Tschernobyl begann sie aus eigenem Antrieb zu recherchieren. Ihre Zeitung (und auch Prawda und Iswestija) wollten ihre Enthüllungen nicht drucken, Iswestija veröffentlichte jedoch unter dem Einfluss von Glasnost einen Bericht über ihre Arbeit. Sie wurde daraufhin politisch unter Druck gesetzt, gleichzeitig wuchs aber ihre Popularität. 1989 wurde sie zur Wahl des Obersten Sowjets nominiert und mit 90 Prozent der Stimmen gewählt.
1992 wurde Alla Jaroschynska mit dem Right Livelihood Award („Alternativer Nobelpreis“) ausgezeichnet.
1993 wurde sie Beraterin von Präsident Boris Jelzin in Abrüstungsfragen. 1998 wurde sie  als eine von 100 Heldinnen des 20. Jahrhunderts ausgezeichnet.
Alla Jaroschynska veröffentlichte mehrere Bücher, ihr bekanntestes ist Chernobyl: The Forbidden Truth.
Sie engagiert sich weiter gegen die Gefahren der Atomkraft, besonders in der Ukraine und in Russland.

## Schriften
- Alla Jaroshinskaja: Verschlußsache Tschernobyl. Die geheimen Dokumente aus dem Kreml. Mit einem Vorwort von Sebastian Pflugbeil. Basisdruck, Berlin 1994, ISBN 978-3-86163-062-3
- Alla Jarošinskaja: Lüge-86: Die geheimen Tscherobyl-Dokumente. In: Osteuropa. Heft 04/2006